# Lady in Satin
Albums de Billie Holiday
All or Nothing at All
(1958) Last Recordings
(1959)
Lady in Satin est un album de Billie Holiday, sorti en 1958. C'est son avant-dernier album, et le dernier sorti de son vivant.

## L'album
L'album est composé de standards de jazz que Billie Holiday n'avait jusqu'alors jamais enregistrés.
Il fait partie des 1001 albums qu'il faut avoir écoutés dans sa vie, et a reçu en 2000 le Grammy Hall of Fame Award.

### Titres
1. I'm a Fool to Want You (Frank Sinatra, Joel Herron, Jack Wolf) (3:23)
2. For Heaven's Sake (Elise Bretton, Sherman Edwards, Donald Meyer) (3:26)
3. You Don't Know What Love Is (en) (Gene DePaul, Don Raye) (3:48)
4. I Get Along Without You Very Well (en) (Hoagy Carmichael) (2:59)
5. For All We Know (en) (J. Fred Coots, Sam M. Lewis) (2:53)
6. Violets for Your Furs (en) (Tom Adair, Matt Dennis) (3:24)
7. You've Changed (Bill Carey, Carl T. Fischer) (3:17)
8. It's Easy to Remember (en) (Lorenz Hart, Richard Rodgers) (4:01)
9. But Beautiful (Johnny Burke, Jimmy Van Heusen) (4:29)
10. Glad to Be Unhappy (en) (Lorenz Hart, Richard Rodgers) (4:07)
11. I'll Be Around (Alec Wilder) (3:23)
12. The End of a Love Affair (Edward Redding) (4:46) [mono only]

### Musiciens
- Billie Holiday : chant
- Ray Ellis : chef d'orchestre
- George Ockner : premier violon
- Emmanual Green, Harry Hoffman, Harry Katzmann, Leo Kruczek, Milton Lomask, Harry Meinikoff, David Newman, Samuel Rand, David Sarcer : violon
- Sid Brecher, Richard Dichler : alto
- David Soyer, Maurice Brown : violoncelle
- Janet Putnam : harpe
- Danny Bank, Phil Bodner, Romeo Penque, Tom Parshley : flûte
- Mel Davis, Billy Butterfield, Jimmy Ochner, Bernie Glow : trompette
- J.J. Johnson, Urbie Green, Jack Green, Tommy Mitchell : trombone
- Mal Waldron : piano
- Barry Galbraith : guitare
- Milt Hinton : basse
- Osie Johnson : batterie
- Elise Bretton, Miriam Workman : chœurs